# Albin Skoda
Albin Skoda (* 29. September 1909 in Wien; † 22. September 1961 ebenda; gebürtig Albin Michael Johann Skoda) war ein österreichischer Film- und Theaterschauspieler und Synchronsprecher.

## Leben
Der Sohn eines Kaffeehausbesitzers trat bereits im Café des Vaters vor das Publikum und erhielt 1918 einen Vertrag für Kinderrollen beim Burgtheater, wo er in Der Biberpelz debütierte. Schon sein Onkel Carl Skoda (1884–1918) war ebenfalls Schauspieler. Von 1913 bis zu seinem Tod 1918 war dieser auch Hofburgschauspieler. Er besuchte die Akademie für darstellende Kunst in Wien und wurde dort unter anderem von Alexander Moissi ausgebildet.
Von 1924 bis 1928 arbeitete er als Eleve am Volkstheater, wo er 1924 als Ferdinand in Kabale und Liebe seinen Einstand hatte. 1928/29 spielte er in Sankt Pölten, von 1929 bis 1931 in Aussig, von 1931 bis 1933 in Hamburg am Thalia Theater, 1933 im Neuen Schauspielhaus von Königsberg, 1933/34 am Staatstheater München und von 1934 bis 1945 am Deutschen Theater in Berlin unter Heinz Hilpert. Seit 1938 war er auch am Theater in der Josefstadt in Wien zu sehen.
Fontana sagte in seinem Buch über Skoda: Er spürte dem Wort nach wie der Jäger einem edlen, scheuen Wild. Der Kammerschauspieler Albin Skoda spielte ab 1946 im bedeutenden Wiener Burgtheater Rollen der klassischen und modernen Weltliteratur und war dort bis zu seinem Tod Ehrenmitglied.
Sensationellen Erfolg bei der Kritik wie dem Publikum hatten Skodas große Rezitationsabende Die berühmte Stimme in Wien, auf denen er vor allem die großen deutschen Balladen und Werke von Weinheber und Ginzkey sprach. Auch auf Sprechplatten war er vertreten.
Albin Skoda starb, kurz vor seinem 52. Geburtstag, an einem Gehirnschlag in Wien.

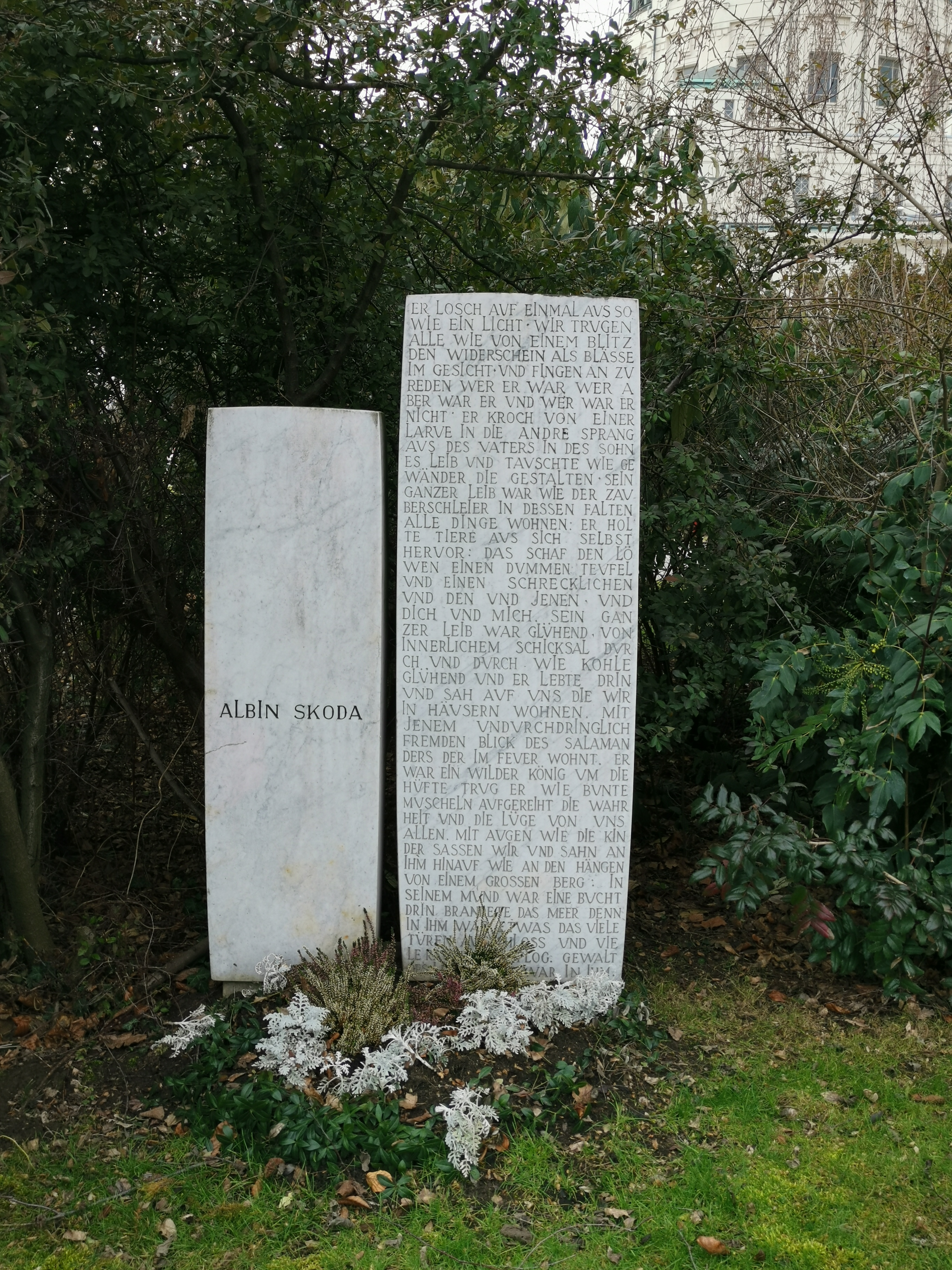
Grabstätte

Skoda wurde in einem Ehrengrab auf dem Wiener Zentralfriedhof (Gruppe 32 C, Nummer 23) beigesetzt. Seine Frau, Margarethe Skoda, stiftete zehn Jahre nach seinem Tod, 1971, den Albin-Skoda-Ring für den besten Sprecher des deutschen Sprachraums.
Im Jahr 1987 wurde er in Wien-Josefstadt (8. Bezirk) in die Benennung der Skodagasse einbezogen; die Gasse wurde ursprünglich 1881 nach dem Mediziner Josef von Škoda benannt.

## Filmografie
- 1934: Liebe, Tod und Teufel
- 1948: Königin der Landstraße
- 1950: Erzherzog Johanns große Liebe
- 1951: Frühling auf dem Eis
- 1951: Der schweigende Mund
- 1954: Der letzte Akt
- 1955: Götz von Berlichingen
- 1955: Mozart
- 1956: Wilhelm Tell
- 1960: Don Carlos

## Werke
- Albin Skoda spricht Josef Weinheber. Preiser, Wien 1983, DNB 830761861.